# Sjeverna Katalonija
Sjeverna Katalonija (katalonski: Catalunya Nord) je pojam koji se ponekad koristi, osobito u katalonskim spisima, za područje koje je Španjolska ustupila Francuskoj prilikom potpisivanja Pirenejskog mira 1659. godine. Područje otprilike odgovara modernom francuskom departmanu Pyrénées-Orientales.
Ekvivalentni pojam u francuskom, Catalogne Nord rijetko se rabi za Roussillon. Također se može koristiti i naziv francuska Katalonija.